# Porochowo (obwód wołogodzki)
Porochowo (ros. Порохово) – wieś w Rosji, w rejonie ust-kubińskim obwodu wołogodzkiego. W 2010 r. liczyła 273 mieszkańców.